# Maria Chiara
Maria Chiara (* 24. Januar 1939 in Oderzo bei Venedig) ist eine italienische Opernsängerin (Sopran).

## Leben
Sie studierte an der Academie Benedetto Marcello in Venedig und debütierte als Desdemona in Verdis Otello bei einer Gala-Vorstellung im Dogenpalast zu Venedig.
Kurz danach wurde sie von den Opernhäusern Amsterdam, Brüssel, Paris und Neapel eingeladen. 1969 sang sie in der Arena di Verona die Liù in Puccinis Turandot und im Jahr darauf die Micaela in Carmen von Georges Bizet.
In München und Wien trat sie als Partnerin von Plácido Domingo auf.
1971 gastierte sie auf dem Maggio Musicale Fiorentino und an der Deutschen Oper in Berlin, u. a. in Giuseppe Verdis Simon Boccanegra unter der Leitung von Lorin Maazel.
1974 sang sie die Rolle der Tosca in der gleichnamigen Oper von Giacomo Puccini mit großem Erfolg an der Oper San Carlo in Neapel.
Seit dieser Zeit singt sie an allen bedeutenden Opernhäusern in der ganzen Welt.
1977 debütierte sie als Violetta in Giuseppe Verdis La traviata an der Metropolitan Opera in New York. 1986 sang sie die Aida an der Mailänder Scala mit Luciano Pavarotti, Nikolaj Gjaurow, Joan Pons, Ghena Dimitrova und Paata Burtschuladse unter der Leitung von Lorin Maazel. Ein Mitschnitt dieser Aufführung liegt auch auf DVD vor. In der Arena von Verona war sie mehrfach als Aida zu hören und gehörte über Jahre hinweg zu den Publikumslieblingen der Opernfestspiele. Von der Schallplattenindustrie ist die Sängerin allerdings weitgehend ignoriert worden.
Sie ist mit dem Bassisten Antonio Cassinelli, ihrem ehemaligen Lehrer, verheiratet.